# Jeux néméens
Les Jeux néméens sont l'une des quatre plus importantes compétitions sportives panhelléniques dans la Grèce antique. Avec les Jeux olympiques, les Jeux pythiques et les Jeux isthmiques, ils composaient la période, le calendrier des compétitions sportives, qui s'organisait en séquences cycliques de quatre ans appelées olympiades.

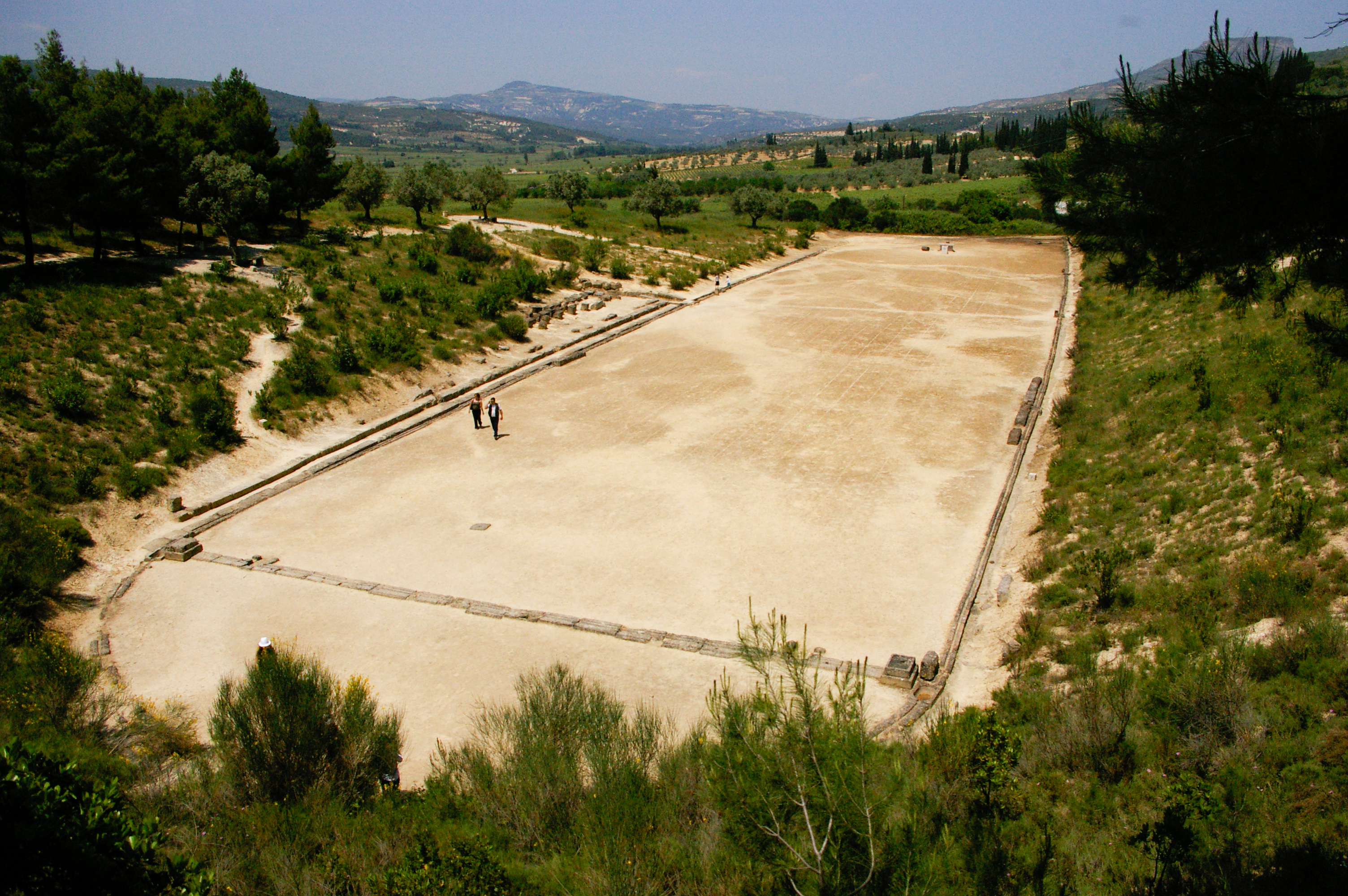
L'antique stadion de Némée.

## Histoire
Les Jeux de Némée sont célébrés pour la première fois en 573 av. J.-C., puis ont lieu régulièrement une fois tous les deux ans, lors de la deuxième et de la quatrième année de chaque olympiade. Ces jeux se tenaient originellement dans le bois sacré de Némée ; ils acquirent de l'importance après la défaite des Perses. Le but de leur institution était de rappeler le souvenir des guerriers morts pour le salut de la patrie. Celui qui les présidait portait des habits de deuil, et récompensait l'athlète victorieux avec une couronne d'ache mortuaire (céleri sauvage frais),. En effet, le céleri sauvage est associé à Opheltes, en l'honneur de qui, selon le mythe, ces jeux ont été fondés.
Les Jeux furent organisés à Argos à partir de la fin du Ve siècle av. J-C ; ils furent rapatriés à Némée vers -330 pour une cinquantaine d'années, avant d'être définitivement déplacés à Argos dans les années -270, mais non sans incidents : ainsi en -235, Aratos de Sicyone viole la trêve sacrée habituelle des Jeux panhelléniques : ayant lui-même organisé à nouveau des jeux à Némée, il fait capturer et vendre comme esclaves les athlètes des cités ennemies qui se rendaient aux Jeux néméens « concurrents » organisés par Argos (c'est l'une des rares violations connues de cette trêve).
En 393, l'empereur romain Théodose Ier, sous l'insistance d'Ambroise, évêque de Milan, ordonne l'abandon des rites et des lieux de culte païens dont les Jeux néméens faisaient partie, mais l'archéologie révèle que le site est resté habité et prospère aux IIIe et au IVe siècles jusqu'au règne de Théodose II († 450).

## Site archéologique du stade de Némée
Le stade de Némée existe encore aujourd'hui. On peut y voir les restes du tunnel qui permettait d'accéder au stade  avec des graffitis d'époque.